# Ropniak
Ropniak (łac. empyema) – nagromadzenie ropy w naturalnych jamach ciała. W przeciwieństwie do ropnia, ropniak nie lokalizuje się bezpośrednio w tkankach. Do ropniaków zaliczamy:
- ropniak opłucnej
- ropniak otrzewnej
- ropniak stawu
- ropniak pęcherzyka żółciowego
- ropniak nadtwardówkowy – do zakażenia dochodzi drogą szpikową (zapalenie szpiku) lub podczas zapalenia kości czaszki.
- ropniak podtwardówkowy – do zakażenia dochodzi np. podczas gojenia złamania otwartego kości czaszki, ropniak ten oddziela kość czaszki od opony. Z tego powodu może dojść do: ucisku „efekt masy” (zgodnie z regułą Monroe), zakrzepów, lub zrostów pourazowych.
- ropniak w zatokach przynosowych
- ropniak macicy
- ropniak jajowodu
- roponercze
- ropniak woreczka łzowego